# Ricardo Mello
Ricardo Mello (* 21. prosince 1980, Campinas, Brazílie) je brazilský profesionální tenista. Ve své dosavadní kariéře vyhrál na okruhu ATP World Tour 1 turnaj ve dvouhře. Na turnajích typu Challenger zaznamenal 14 finálových vítězství (11x zvítězil ve dvouhře a 3x ve čtyřhře). Jeho nejvyšším umístěním na žebříčku ATP ve dvouhře bylo 50. místo (25. červenec 2005) a ve čtyřhře 118. místo (11. červenec 2005).

## Finálové účasti na turnajích ATP World Tour (1)

### Dvouhra - výhry (1)
| Legenda                                                       |
| Grand Slam (0)                                                |
| ATP Masters Series / ATP World Tour Masters 1000 (0)          |
| ATP International Series Gold / ATP World Tour 500 Series (0) |
| ATP International Series / ATP World Tour 250 Series (1)      |

| Č. | Datum         | Turnaj            | Povrch | Soupeř ve finále | Výsledek    |
| 1. | 13. září 2004 | Delray Beach, USA | tvrdý  | Vincent Spadea   | 7-6(2), 6-3 |

## Tituly na turnajích ATP Challenger Tour (14)

### Dvouhra (11)
| Č.  | Datum              | Turnaj           | Povrch | Soupeř ve finále   | Výsledek            |
| 1.  | 8. červenec, 2001  | Campos do Jordão | tvrdý  | Alexandre Simoni   | 7-6(6), 4-6, 7-6(5) |
| 2.  | 28. červenec, 2002 | Campos do Jordão | tvrdý  | Maximilian Abel    | 7-6(2), 6-3         |
| 3.  | 4. srpen, 2002     | Belo Horizonte   | tvrdý  | Alexandre Simoni   | 6-3, 6-3            |
| 4.  | 23. listopad, 2003 | Puebla           | tvrdý  | Markus Hantschk    | 7-6(5), 6-4         |
| 5.  | 8. srpen, 2004     | Gramado          | tvrdý  | Janko Tipsarević   | 2-6, 7-5, 6-4       |
| 6.  | 9. leden, 2005     | São Paulo        | tvrdý  | Giovanni Lapentti  | 4-6, 6-2, 7-6(0)    |
| 7.  | 16. duben, 2006    | Florianópolis 2  | antuka | Diego Junqueira    | 6-3, 5-7, 7-6(4)    |
| 8.  | 29. červenec, 2006 | Campos do Jordão | tvrdý  | Ivo Klec           | 6-3, 6-4            |
| 9.  | 11. leden, 2009    | São Paulo        | tvrdý  | Paul Capdeville    | 6-2, 6-4            |
| 10. | 16. srpen, 2009    | Brasília         | tvrdý  | Juan Ignacio Chela | 7-6(2), 6-4         |
| 11. | 10. leden, 2010    | São Paulo        | tvrdý  | Eduardo Schwank    | 6-3, 6-1            |

### Čtyřhra (3)
| Č. | Datum              | Turnaj           | Povrch | Partner          | Soupeř ve finále                | Výsledek |
| 1. | 12. říjen, 2003    | Quito            | antuka | Alexandre Simoni | Hugo Armando Ricardo Schlachter | 6-3, 6-4 |
| 2. | 25. červenec, 2004 | Campos do Jordão | tvrdý  | Iván Miranda     | Alejandro Hernández André Sá    | 6-3, 6-4 |
| 3. | 1. listopad, 2009  | São Paulo        | antuka | Franco Ferreiro  | Diego Junqueira David Marrero   | 6-3, 6-3 |

## Davisův pohár
Ricardo Mello se zúčastnil 8 zápasů v Davisově poháru  za tým Brazílie s bilancí 7-4 ve dvouhře.

## Postavení na žebříčku ATP na konci sezóny

### Dvouhra
| Rok    | 1999 | 2000   | 2001   | 2002   | 2003   | 2004  | 2005   | 2006   | 2007   | 2008   | 2009   |
| Pořadí | 461. | ▲ 309. | ▲ 149. | ▲ 134. | ▼ 138. | ▲ 70. | ▼ 112. | ▼ 133. | ▼ 251. | ▲ 199. | ▲ 151. |

### Čtyřhra
| Rok    | 1999  | 2000    | 2001   | 2002   | 2003   | 2004   | 2005   | 2006   | 2007   | 2008   | 2009   |
| Pořadí | 1277. | ▲ 1186. | ▲ 297. | ▼ 312. | ▲ 266. | ▲ 222. | ▲ 172. | ▼ 268. | ▲ 224. | ▼ 370. | ▲ 287. |